# Hạt nêm
Hạt nêm hay bột nêm là một loại gia vị khô, dạng hạt dùng để nêm nếm trong quá trình chế biến món ăn góp phần tạo nên vị của món ăn.

## Thành phần
Hạt nêm là một loại gia vị tổng hợp, mà thành phần chủ yếu là muối và mì chính - chất điều vị 621 và hai chất điều vị 627, 631. Cũng có thể trong hạt nêm có một số thành phần từ nước ninh xương, bột tôm, gà, nấm rơm… để có hương vị khác nhau.
Hạt nêm chủ yếu được chia làm hai loại, hạt nêm từ thịt và hạt nêm rau củ dựa vào thành phần chiết xuất được thêm vào hạt nêm. Hạt nêm rau củ là loại hạt nêm có thành phần nguyên liệu chiết xuất từ rau củ, hương chay, không chứa thành phần chiết xuất từ thịt, có thể dùng cho món chay. Rau củ thường dùng để chiết xuất làm hạt nêm rau củ là nấm hương, nấm đông cô, hạt sen, su hào, cà rốt, củ cải, măng tây… Hạt nêm từ thịt có thành phần nguyên liệu chiết xuất từ thịt heo, xương ống...

## Vấn đề dinh dưỡng và sức khỏe
Hiện nay cả ba chất điều vị 621, 627, 631 đều nằm trong danh mục phụ gia được phép sử dụng trong thực phẩm. Những chất này vẫn được cấp phép sử dụng của Ủy ban Tiêu chuẩn thực phẩm quốc tế. Điều đó chứng tỏ chúng hoàn toàn an toàn cho người sử dụng. Hạt nêm ít độc hại nếu sử dụng ở mức độ vừa phải, nhưng chúng ta nên dùng có giới hạn nhất định.
Hạt nêm được sử dụng để tạo vị ngon cho món ăn, không thể thay thế các sản phẩm dinh dưỡng. Hạt nêm cũng như mì chính chỉ tạo độ ngon ngọt nhân tạo cho món ăn, không phải 100% từ thịt hay xương như quảng cáo. Chúng cũng không chứa nhiều dinh dưỡng. Bột thịt có trong hạt nêm thường được nhà sản xuất nghiền ra từ thịt sấy khô, không phải chiết xuất nước hầm xương ống và thịt thăn như quảng cáo. Nếu dùng thịt, cá nguyên chất, khi cô đặc lại rất dễ bị ôi thiu, tuyệt đối không thể để lâu, nhất là trong điều kiện nhiệt độ ngoài trời.
Do tính tiện dụng, nhiều gia đình đã sử dụng hạt nêm thường xuyên, không bổ sung dinh dưỡng từ các thực phẩm tươi sống hàng ngày cho các bữa ăn dẫn tới thiếu chất, đặc biệt với trẻ nhỏ. Tốt nhất nên hạn chế sử dụng bột ngọt, hạt nêm và thay bằng các thực phẩm có độ ngọt tự nhiên. Tuyệt đối không dùng hạt nêm cho trẻ ăn dặm.
Tổ chức Y tế Thế giới khuyến cáo, một người không nên ăn quá 6 gam muối mỗi ngày, bao gồm cả bột canh, hạt nêm trong thức ăn, rau củ quả, dưa cà… Bởi vậy, khi dùng hạt nêm nên bớt lượng muối, bột canh để bữa ăn của gia đình cân bằng hơn.
Hạt nêm, cũng như các gia vị đóng gói khác, phải được sản xuất bằng quy trình hiện đại, đảm bảo đủ các điều kiện về nhiệt độ, độ ẩm, vi sinh... Nhân viên sản xuất cũng phải trang bị đầy đủ dụng cụ bảo hộ, vệ sinh kỹ lưỡng trước khi vào dây chuyền đóng gói. Việc sử dụng hạt nêm sản xuất, bảo quản và bày bán trong điều kiện thiếu đảm bảo sẽ khiến cơ thể nhiễm khuẩn gây nguy cơ đối với sức khỏe.